# 赵岐
趙岐（早於112年—201年），字邠卿，京兆長陵人，是東漢經學家、政治人物，深恨外戚與宦官，志在報效國家，即使年近九十亦為匡扶漢室而奔波。以注解《孟子》一書成名當時。

## 生平
趙岐初名嘉，生於御史臺，因字臺卿，後避難，故自改名字，示不忘本土。

### 處士守節
趙岐少明經學，娶扶風馬敦之女馬宗姜為妻，外戚豪家馬融正是宗姜從兄，趙岐常鄙視之，不與馬融相見。馬融嘗至岐家，多從賓與從妹宴飲作樂，日夕乃出。過問趙處士所在。趙岐不屈志於馬融。與其友書曰：『馬季長雖有名當世，而不持士節，三輔高士未曾以衣裾襒其門也。』趙岐曾讀周官二義不通，一往造之，賤融如此也。」
仕州郡。年三十餘，有重疾，臥蓐七年，自慮奄忽，乃為遺令勑兄子曰：「大丈夫生世，遯無箕山之操，仕無伊、呂之勳，天不我與，復何言哉！可立一員石於吾墓前，刻之曰：『漢有逸人，姓趙名嘉。有志無時，命也柰何！』」其後疾瘳。

### 疾惡如仇
永興二年(154年)，辟司空掾，議二千石得去官為親行服，朝廷從之。其後為大將軍梁冀所辟，為陳損益求賢之策，冀不納。舉理劇，為皮氏長，趙岐為長，抑強討奸，大興學校。
會河東太守劉佑去郡，而中常侍左悺兄勝代之，趙岐恥疾宦官，即日西歸。京兆尹延篤復以為功曹。

### 亡命天涯
最初中常侍唐衡兄唐玹為京兆虎牙都尉，京兆尹的官民因為唐玹是宦官親戚的緣故，都非常鄙視他。趙岐及從兄趙襲又對唐玹數有貶議，唐玹因此深為毒恨。
延熹元年(158年)，唐玹為京兆尹，趙岐預料大禍將至，便與從子趙戩逃亡。唐玹果然收押趙岐家屬宗親，陷以重法，盡殺之。於是趙岐逃難四方，江、淮、海、岱，靡所不歷。

### 北海厄屯
後來趙岐來到北海，自匿姓名，賣餅於市中。當時安丘孫嵩年二十多歲，見趙岐非平常之人，停車呼喚一起乘車。趙岐懼而失色，孫嵩於是下帷，令騎屏行人。密問趙岐說：「視子非賣餅者，又相問而色動，不有重怨，即亡命乎？我北海孫賓碩，闔門百口，埶能相濟。」趙岐素聞孫嵩名，即以實相告，於是與孫嵩一起離開。孫嵩先入對母親如實交代說：「出行，乃得死友。」迎入上堂，饗之極歡。藏趙岐復壁中數年，期間趙岐作《厄屯歌》二十三章。
延熹九年（166年），赵岐受司徒胡广征辟，后担任并州刺史。又因党锢之祸免官。

### 重返朝廷
後唐氏諸黨死滅，趙岐終得赦免。三府聞之，同時並辟。延熹九年(166年)，趙岐受司徒胡廣徵辟，當時正會南匈奴、烏桓、鮮卑反叛，公卿舉篤趙岐，擢拜并州刺史。趙岐欲奏守邊之策，未及上，此時因黨錮之禍而被免官，於是將此次未能上奏之策撰寫成《禦寇論》。
靈帝初年，又再遭黨錮十多年。中平元年(184年)，黃巾之亂稍平，四方卻乘勢起兵反叛，朝廷詔選故刺史、二千石有文武才用之士，徵趙岐拜議郎。車騎將軍張溫西征關中，請趙岐補長史一職，別屯軍於安定。大將軍何進舉趙岐為敦煌太守，行至襄武，趙岐與新除諸郡太守數人俱為賊邊章等所執。賊欲脅以趙岐為帥，趙岐以詭辭得以脫身，退至陳倉，復遇亂兵，赤裸身體逃脫，在草中十二日不食，輾轉返回長安。

### 志報國家
當時獻帝在西都，復拜趙岐為議郎，稍遷太僕。到李傕專政，使太傅馬日磾撫慰天下，以趙岐為副。馬日磾行至洛陽，表別遣趙岐宣揚國命，所到郡縣，百姓皆喜曰：「今日乃復見使者車騎。」
當時袁紹、曹操與公孫瓚爭冀州，袁紹及曹操聞趙岐至，皆自將兵數百里奉迎，趙岐深陳天子恩德，宜罷兵安人之道，又移書公孫瓚，為言利害。袁紹等各引兵去，皆與趙岐期會洛陽，奉迎車駕。趙岐南到陳留，得篤疾，經涉二年，期者遂不至。
興平元年(194年)，詔書徵趙岐，會帝當還洛陽，先遣衛將軍董承修理宮室。趙岐謂董承說：「今海內分崩，唯有荊州境廣地勝，西通巴蜀，南當交址，年穀獨登，兵人差全。岐雖迫大命，猶志報國家，欲自乘牛車，南說劉表，可使其身自將兵來衛朝廷，與將軍並心同力，共獎王室。此安上救人之策也。」董承即表遣趙岐使荊州，督租糧。
趙岐至，劉表即遣兵到洛陽助修宮室，軍資委輸，前後不絕。當時孫嵩亦客居荊州，不為劉表禮待，趙岐於是將孫嵩素行篤烈的事跡告訴劉表，劉表益器重孫嵩，因此共上孫嵩為青州刺史。趙岐以老病，遂留荊州。
曹操時為司空，舉趙岐以自代。光祿勳桓典、少府孔融上書薦之，於是就拜趙岐為太常。年九十餘，建安六年(201年)卒。趙岐先自為壽藏，圖季札、子產、晏嬰、叔向四像居賓位，又自畫其像居主位，皆為讚頌。敕其子曰：「我死之日，墓中聚沙為默，布簟白衣，散發其上，覆以單被，即日便下，下訖便掩。」趙岐多所述作，蓋《孟子章句》、《三輔決錄》流傳於時。

## 著作
他曾經著有《孟子章句》、《孟子精解》（孟子註疏），並且鑑別《性善》、《辨文》、《說孝經》、《為政》皆是後來的學者偽託造作，後來此四篇慢慢亡佚。《四庫全書總目提要》評價趙岐的注本是“開闢荒蕪，俾後來得循途而深造，其功要不可泯也”。他在書前的總序《孟子題辭》中聲稱“直而不倨，曲而不屈，命世亞聖之大才者也，”這是“亞聖”一詞最早的出現之處。
赵岐同时还著有描述三辅地区的《三辅决录传》。

## 家庭

### 妻子
- 马宗姜：马融哥哥马敦女儿。赵岐本人非常鄙视马融[3]。

### 兄弟
- 赵槃：赵岐长兄，州都官从事，早亡[4]。
- 赵无忌：字世卿，赵岐次兄，部河东从事，为唐衡哥哥唐玹所杀[5]。

### 从兄弟
- 赵袭：字元嗣[6]。
- 趙仲台：涼州刺史，被唐衡哥哥唐玹所殺[7]。

### 从子
- 赵息：京兆尹功曹[7]。
- 赵戬：字叔茂。

## 延伸阅读
[在维基数据编辑]
 《後漢書·卷64》，出自范晔《後漢書》